# 中华绣线菊
中华绣线菊（学名：Spiraea chinensis），为蔷薇科绣线菊属下的一个植物种。